# メディアレシート
メディアレシートとは、会計後に手渡されるレシートの裏面を広告掲載スペースとしてクライアントに提供することで、販売店側のレシート負担を無くした新しい広告媒体。
大手スーパーマーケットやドラッグストア、ディスカウントストアチェーンと提携した株式会社エートゥジェイが日本で初めて展開した。

## 概要
販売店では、消費者が商品を購入した後に支払者に対して、何らかの対価として金銭を受け取ったことを証明するために、レシートの発行が義務付けられている。
レシートは、スーパーマーケットであれば、店舗規模にもよるが、平均して月間で約200〜600ロール程度消費される。
このレシートの裏面を広告スペースとして企業に提供する事で、販売店側のレシートにかかる経費負担を軽減するのが目的。
裏面の広告スペースは、主にスーパーマーケットやドラッグストアで頻繁に買い物をする主婦が対象となるため、
主婦向けのサービス・商品のプロモーションに利用されている。